# Cueva de Gerani
La cueva de Gerani (en griego: Σπήλαιο Γερανίου) es una gruta ubicada en la unidad periférica de Rétino, a unos 2 km del pueblo de Gerani y 8 km de la ciudad de Rétino. Sus dimensiones son de 51 x 16 m.
Su descubrimiento se produjo en 1969, durante unas obras de construcción de una carretera. La entrada por la que se accedió fue abierta por explosivos durante las mencionadas obras. Luego se identificó la entrada natural de la cueva, que se vio bloqueada por rocas desde la Antigüedad.
Entre los hallazgos figuran huesos de ciervos que tienen una antigüedad de entre 11 000 y 9000 años. Los asentamientos humanos se dieron desde el Neolítico, aproximadamente entre el 6000 y el 3800 a. C. Se han encontrado estatuillas, recipientes, herramientas y huesos humanos, que se conservan en el Museo Arqueológico de Rétino.